# Catabrosella
Catabrosella es un género de plantas herbáceas perteneciente a la familia de las poáceas. Es originario del suroeste de Asia Central, Himalaya, China occidental. 

## Citología
El número cromosómico básico del género es x = 5, 6 y 9, con números cromosómicos somáticos de 2n = 10, 12 y 18, ya que hay especies diploides y una serie poliploide. Cromosomas relativamente «grandes».

## Especies
- Catabrosella araratica (Lipsky) Tzvelev
- Catabrosella calvertii (Boiss.) Czerep.
- Catabrosella fibrosa (Trautv.) Tzvelev
- Catabrosella gillettii (Bor) Tzvelev
- Catabrosella himalaica (Hook. f.) Tzvelev
- Catabrosella humilis (M. Bieb.) Tzvelev
  -     - Catabrosella humilis subsp. calvertii (Boiss.) Tzvelev
    - Catabrosella humilis subsp. ornata (Nevski) Tzvelev
    - Catabrosella humilis subsp. parviflora (Boiss. & Buhse) Tzvelev
    - Catabrosella humilis subsp. songorica Tzvelev
- Catabrosella leiantha (Hack.) Czerep.
- Catabrosella ornata (Nevski) Czopanov
- Catabrosella parviflora (Boiss. & Buhse) E.B. Alexeev ex R.R. Mill
  -     - Catabrosella parviflora subsp. calvertii (Boiss.) E.B. Alexeev ex R.R. Mill
    - Catabrosella parviflora subsp. parviflora
- Catabrosella songorica (Tzvelev) Czer.
- Catabrosella subornata E.B. Alexeev
- Catabrosella variegata (Boiss.) Tzvelev
  - Catabrosella variegata var. chrysantha (Woronow) Tzvelev
    - Catabrosella variegata subsp. leiantha (Hack.) Tzvelev

  - Catabrosella variegata var. leiantha (Hack.) E.B. Alexeev ex R.R. Mill
    - Catabrosella variegata subsp. variegata

  - Catabrosella variegata var. variegata